# Eugen d'Albert
Eugen Francis Charles d'Albert, nemški skladatelj in pianist škotskega rodu, * 10. april 1864, Glasgow, Škotska, † 3. marec 1932, Riga, Latvija.
Ustvarjal je simfonije, koncerte, sonate ter 21 oper, s katerimi je imel tudi največ uspeha. 
Najpomembnejši njegovi operi sta:
- Nižava, opera v štirih dejanjih s prologom, krstno uprizorjena 13. novembra 1903 v Pragi;
- Mrtve oči, enodejanka s prologom, krstno uprizorjena 5. marca 1916 v Dresdenu.

Obe operi sta bili uprizorjeni tudi na odru Ljubljanske opere, in sicer Nižava leta 1909 ter Mrtve oči leta 1925.